# Струнные музыкальные инструменты

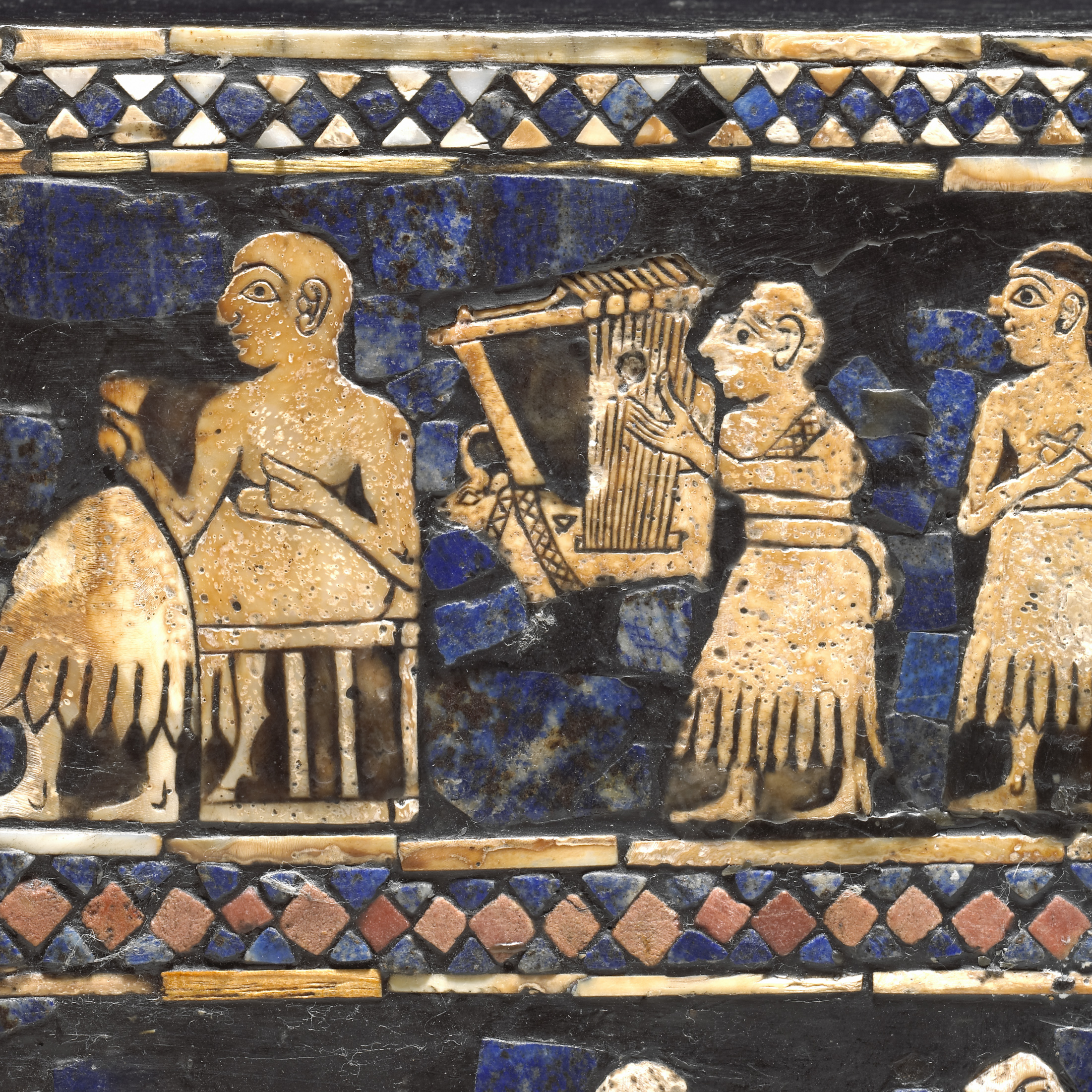
Древнейшее изображение струнного инструмента (со Штандарта войны и мира)

Стру́нный музыка́льный инструме́нт — музыкальный инструмент, в котором источником звука (вибратором) являются колебания струн. В системе Хорнбостеля — Закса они называются хордофонами. Типичными представителями струнных инструментов являются классические скрипка, виолончель, альт, контрабас, арфа и гитара, а также множество самых разных народных инструментов: комуз, хомус, кыяк, кобыз, домбыра, гусли, балалайка, домра и другие.

## Типы струнных инструментов
Все струнные инструменты передают колебания от одной или нескольких струн воздуху через свой корпус (или через звукосниматель в случае с электронными инструментами). Обычно они разделяются по технике «запуска» колебаний в струне. Три наиболее распространённых техники — щипок, смычок и удар.

### Щипковые

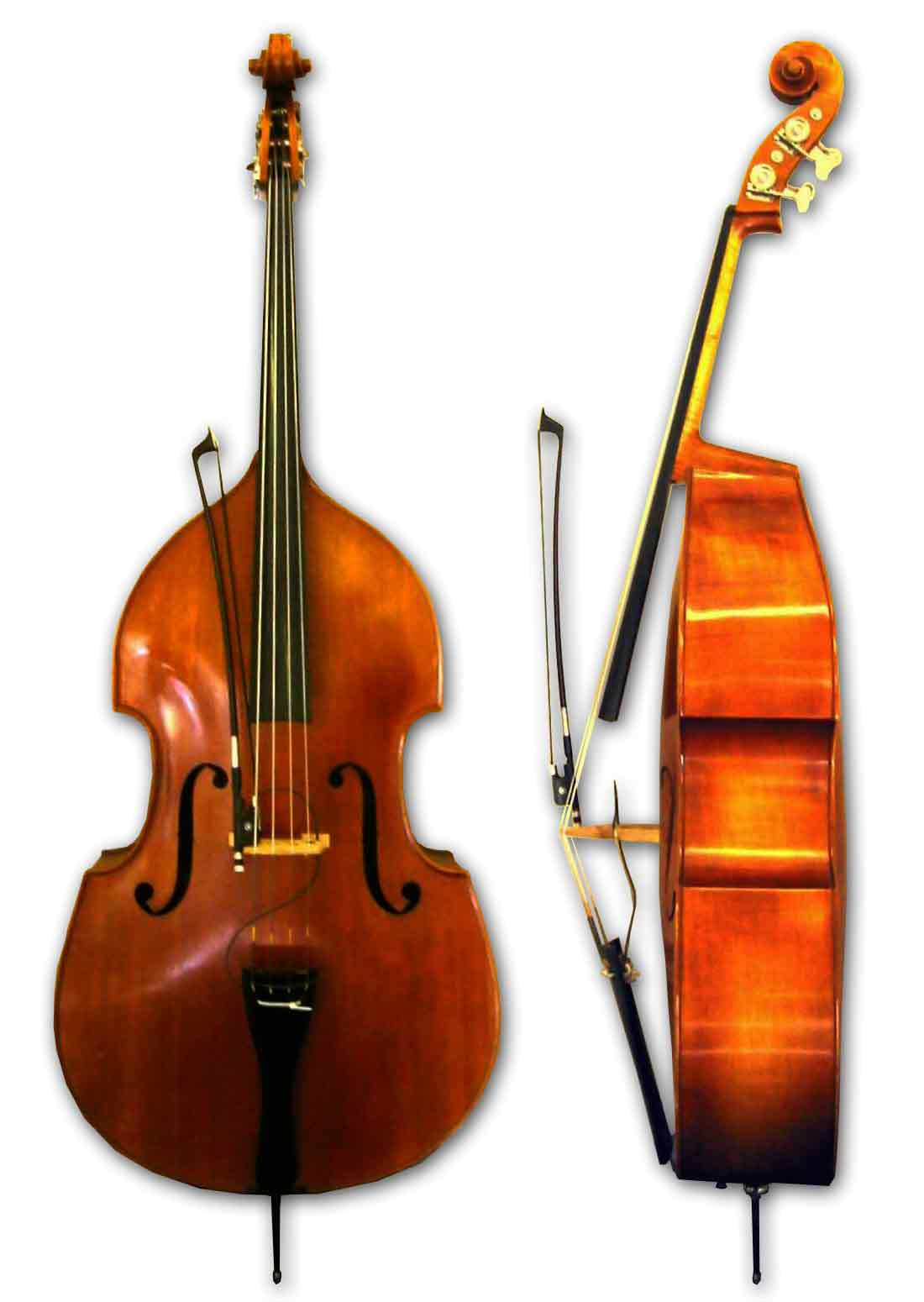
На контрабасе играют либо щипком (пиццикато), либо смычком

Щипок (итал. pizzicato) используется при солировании на таких инструментах, как гитара, балалайка, комуз, домбра, гусли, уд, ситар, банджо, укулеле и жетыген, арфа, и осуществляется пальцем или плектром (медиатором). 

### Смычковые
Смычковый (итал. arco — смычок) метод звукоизвлечения используется при игре на скрипке, кыл кыяке, альте, виолончели и, реже, на контрабасе. Смычок состоит из древка со множеством натянутых между его концами волосков. 

### Ударные
Третий распространённый способ звукоизвлечения при игре на струнных инструментах — удар молоточком по струне. Наиболее распространённый инструмент такого рода — фортепиано (иногда рассматриваемый как ударный инструмент), где молоточками управляет специальный механизм. Другой пример — цимбалы, где сам играющий держит молоточки.
Ещё один вариант ударного способа используется при игре на клавикорде: медные тангеноты вдавливают струны в твёрдую поверхность, что заставляет их вибрировать от удара. То же самое может быть проделано на щипковом или смычковом инструменте; гитаристы называют этот приём восходящим легато (англ. hammer-on — стучать). После изобретения электронных звукоснимателей на гитарах стало возможно легко играть, извлекая полностью все звуки этим методом. Так как это можно делать обеими руками, это часто называется «двуручный тэппинг». 
Играющие на смычковых инструментах тоже иногда используют удар по струнам (древком смычка) — приём col legno. Это производит ударный звук желаемой высоты. 

### Другие
При игре на эоловой арфе используется необычный приём звукоизвлечения: колебания струн вызываются движением воздуха.
К некоторым струнным инструментам приделана клавиатура, которой управляет играющий, что позволяет ему напрямую не работать со струнами (см. Клавишные музыкальные инструменты#Струнные). Самый знакомый пример — фортепиано, где клавиши управляют войлочными молоточками с помощью сложного механизма. Другие струнные инструменты с клавиатурой — клавикорд (где струны вдавливаются тангенотами) и клавесин (где струны дёргаются крошечными язычками). Иногда при игре на этих инструментах струны дергаются щипком или смычком вручную. 
Другие струнные инструменты с клавишами, достаточно компактные для странствующего музыканта, включают щипковую автоарфу, смычковую никельхарпу и колёсную лиру, в которой струны приводятся в действие трением о вращающееся колесо.
На инструментах со стальными струнами можно играть с помощью магнитного поля. Например, с помощью EBow — ручного устройства с батарейками, которое может вызывать колебания струн электрогитары. Оно извлекает долгий, певучий звук из струны, магнитно заставляя её колебаться.

## Длина струны
Длина струны (мензура) — расстояние между верхним и нижним порожками на щипковых или смычковых инструментах. Оно определяет физическую дистанцию между нотами на инструменте. Например, у контрабаса длина струны примерно 42 дюйма, а у скрипки — около 13. 

## Точка соприкосновения со струной

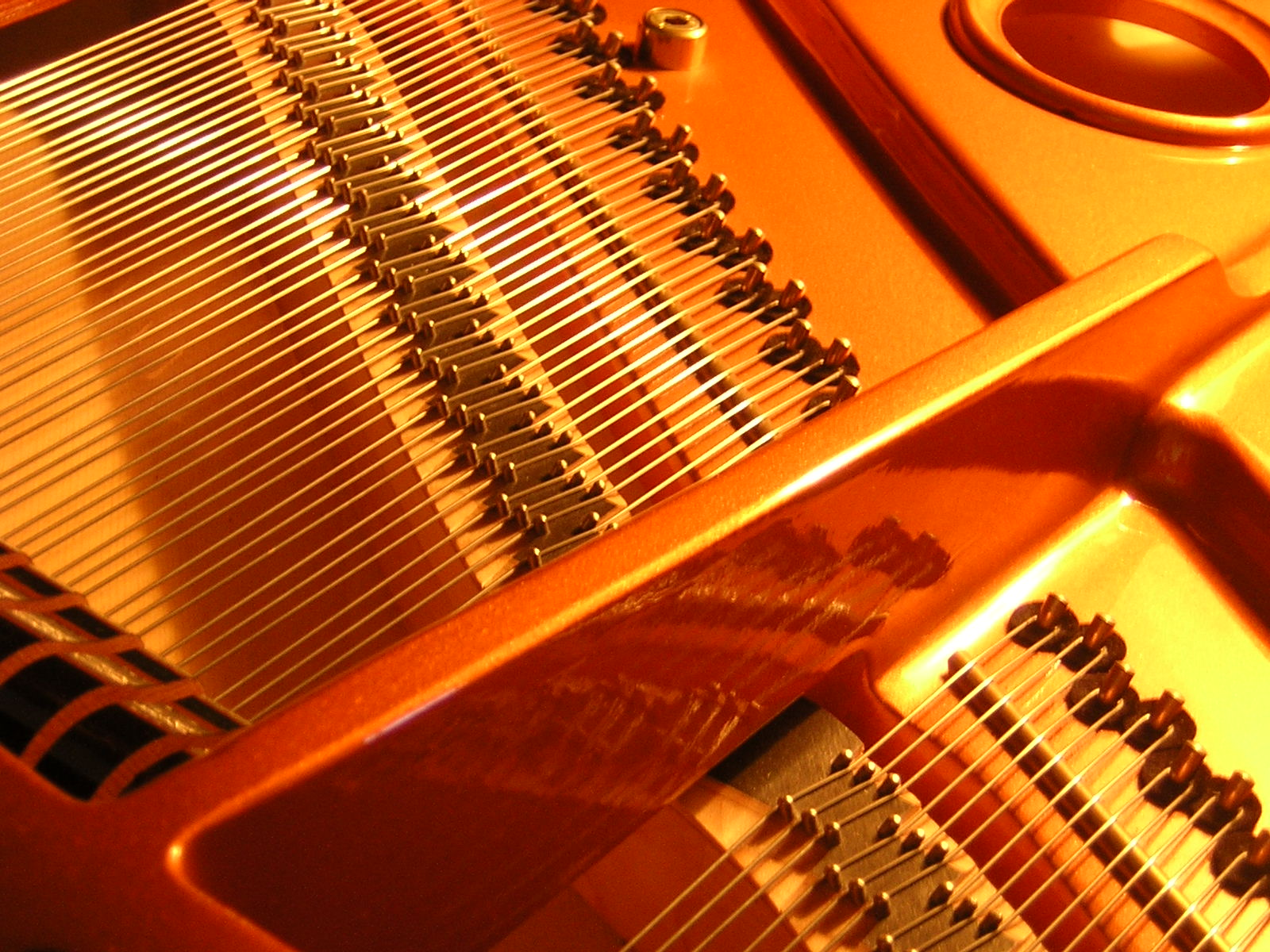
Струны рояля

При игре на смычковых инструментах смычок обычно ставят перпендикулярно струнам посередине между концом накладки грифа и нижним порожком. Однако, можно выбрать другое расположение, чтобы изменить тембр. Смычок, расположенный ближе к нижнему порожку, извлекает резкие, иногда грубые звуки, которые подчёркивают верхнюю гармонику. 
Похожие изменения тембра возможны и для щипковых инструментов, хотя они, возможно, и меньше заметны.
В клавишных инструментах точка соприкосновения со струной (молоток то, тангенота или язычок) выбирается создателем инструмента. Он руководствуется своим опытом и акустической теорией, чтобы расположить их правильно.
В клавесинах часто ставятся два набора струн одинаковой длины. Эти наборы различаются расположением точек соприкосновения. На одном наборе они расставлены «обыкновенно», чтобы получить канонический звук клавесина. На другом наборе эти точки сдвинуты ближе к порожку, чтобы получить «гнусавый» звук, насыщенный верхними гармониками.

## Извлечение множества нот
Одна струна определённого натяжения и длины будет производить одну и ту же ноту (монофония), поэтому для извлечения нескольких нот из струнных инструментов применяется один из двух методов. Первый — добавить необходимое количество струн для покрытия желаемого диапазона нот. Другой — позволить зажимать струны. Фортепиано является примером первого способа, где каждой ноте соответствует свой набор струн. На инструменте же с зажимаемыми струнами, таком как скрипка или гитара, исполнитель может укорачивать колеблющуюся часть струны своими пальцами (или, реже, с помощью механизма, как в колёсной лире). В таких инструментах можно увидеть накладку, присоединённую ко грифу, которая предоставляет твёрдую плоскую поверхность, к которой исполнитель может прижимать струны. На некоторых инструментах (гитара, балалайка) накладка разделена на лады с помощью ладовых порожков, выступающих из неё перпендикулярно струнам и ограничивающих струну в фиксированных точках.
Современные ладовые порожки обычно делаются из металлической проволоки и забиваются в накладку. Ранние порожки были верёвками, обмотанными вокруг грифа, их до сих пор можно найти на некоторых инструментах (уже как обмотки из капрона). Такие порожки стягивались достаточно сильно, чтобы не съехать во время игры. 
Ближневосточный струнный инструмент канун, хоть и имеет много струн для выбора ноты, снабжён небольшими рычажками, которые позволяют подстраивать каждый ряд струн «на лету» во время игры. Эти рычажки повышают или понижают высоту своего ряда струн меньше, чем на полтона. 

## Звучание

### Акустические инструменты

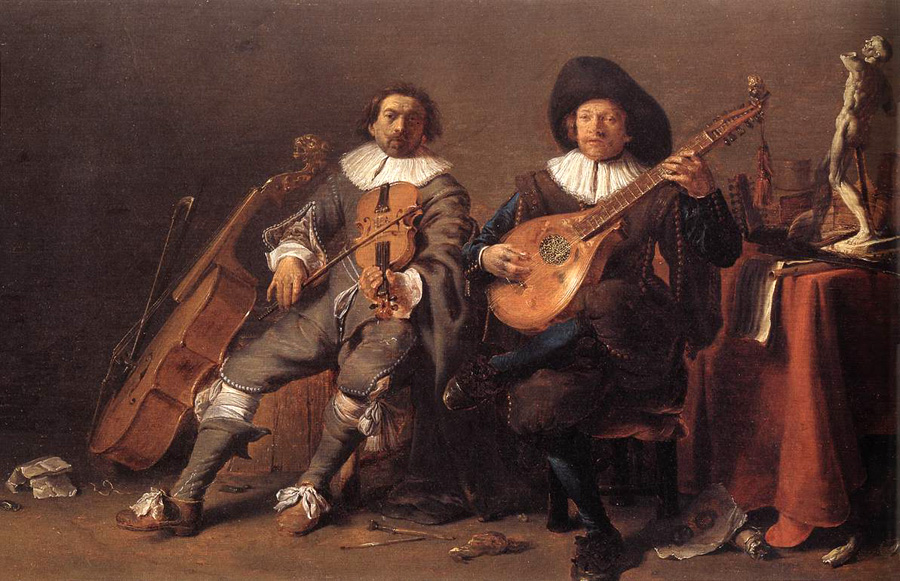
Картина К. Сафтлевена «Дуэт», XVII век

Иногда говорят, что дека или корпус «усиливают» звук струн. Технически, усиления не происходит, потому что вся энергия для звучания приходит от колеблющейся струны. На самом деле резонатор инструмента предоставляет струне в распоряжение бо́льшую поверхность. 
Достичь тональных характеристик, которые будут эффективны и приятны на слух — это целое искусство. Мастера струнных инструментов часто для этого отбирают древесину очень высокого качества, особенно ель (за её лёгкость, прочность и гибкость) и клён (очень твёрдый). 
Акустические инструменты также могут быть сделаны из искусственных материалов, таких как углеродное волокно или стекловолокно (особенно большие инструменты, типа виолончели или баса).
В начале XX века в скрипках Строха использовались диафрагменные резонаторы и металлические раструбы для произведения звука, как в ранних механических граммофонах. 

### Электронное усиление
В большинство струнных инструментов можно встроить пьезоэлектрический или магнитный звукосниматель, чтобы превращать колебания струны в электрический сигнал, который затем усиливается и превращается обратно в звук с помощью динамиков. Некоторые исполнители «электрифицируют» свои акустические инструменты, прикрепляя к ним звукосниматели. 
Усиленные струнные инструменты могут быть гораздо громче своих акустических собратьев, что позволяет использовать их в роке, блюзе, джазовых ансамблях. Их звук также можно изменить, используя такие электронные эффекты, как дисторшн, реверберация или wah-wah.
Басовые струнные инструменты, например, контрабас и бас-гитара, усиливаются басовым усилителем, предназначенным для низкочастотных звуков. Для изменения звука баса есть набор басовых эффектов, таких как дисторшн и хорус.